# Oreomava cannfluviatilus
Oreomava cannfluviatilus је пуж из реда Stylommatophora и фамилије Charopidae. 

## Угроженост
Подаци о распрострањености ове врсте су недовољни.

## Распрострањење
Аустралија је једино познато природно станиште врсте.

## Станиште
Врста Oreomava cannfluviatilus има станиште на копну.